# Ostenfeld (Rendsburg)
Ostenfeld (Rendsburg) är en kommun med orten Ostenfeld i Kreis Rendsburg-Eckernförde i förbundslandet Schleswig-Holstein i Tyskland.
Kommunen ingår i kommunalförbundet Amt Eiderkanal tillsammans med ytterligare sex kommuner.